# Programmkomitee
Das Programmkomitee ist ein Gremium im Rahmen einer wissenschaftlichen Tagung. Es entscheidet über die Aufnahme von Beiträgen in das Programm einer Tagung. Seine Mitglieder vertreten die jeweilige Fachcommunity, der die Tagung zuzurechnen ist.

## Aufgaben
Zu den Aufgaben eines Programmkomitees (abgekürzt PK; engl. program committee (PC)) bzw. seiner Mitglieder gehört es,
- den call for papers und alle damit zusammenhängenden organisatorischen (Art, Umfang und Form möglicher Beiträge) und inhaltlichen (Schwerpunkte und Motto) Aspekte der Tagung festzulegen,
- die Tagung in der Community bekannt zu machen und Interessierte zu Beitragseinreichungen zu ermuntern und
- Einreichungen zu bewerten und über ihre Zulassung zur Tagung zu entscheiden. Dies geschieht im Rahmen einer abschließenden Programmkomiteesitzung und stellt den Kern der Arbeit eines Programmkomitees dar.

## Zusammensetzung
Über die Zusammensetzung des Programmkomitees entscheidet oftmals die Trägergesellschaft, die die Tagung regelmäßig organisiert, z. B. eine wissenschaftliche Fachgesellschaft oder ein Berufsverband. Bei größeren Konferenzen sind gestufte Modelle üblich, bei denen ein kleineres Programmkomitee inhaltliche Aufgaben übernimmt und das Tagungsprogramm zusammenstellt, während ein größerer Kreis an Gutachtern (reviewer) die Begutachtung eingereichter Beiträge übernimmt. Auch der Bewertungsprozess als Vorlauf zur abschließenden Entscheidung des Programmkomitees über die Annahme von Beiträgen kann gestuft erfolgen, z. B. wenn Metagutachter die Arbeit der primären Gutachter einer ersten Bewertungsrunde überprüfen und ihre Entscheidung dem Programmkomitee vorlegen.
In der Regel übernehmen ein oder mehrere Personen den Vorsitz (chair) und organisieren die Arbeit des Programmkomitees. Bei gestuften Modellen gibt es verschiedene Verantwortungsstufen der Mitglieder des Programmkomitees (z. B. senior program committee member, area chair).
Die Arbeit des Programmkomitees ist in der Regel mit der des örtlichen Organisationskomitees einer Tagung verzahnt. Oft erfolgt die Weiterentwicklung der Zusammensetzung des Programmkomitees in Absprache mit den jeweiligen Organisatoren, um etwa inhaltliche oder örtliche Besonderheiten der jeweiligen Veranstaltung berücksichtigen zu können.

## Konferenzmanagementwerkzeug
Die Arbeit des Programmkomitees wird typischerweise von einem Konferenzmanagementwerkzeug wie z. B. EasyChair unterstützt, in dem Beiträge eingereicht und bewertet werden können und das ggf. auch die Möglichkeit bietet, das konkrete Tagungsprogramm auf der Basis der ausgewählten Beiträge zu planen. Die Arbeit des Programmkomitees wird hier z. B. dadurch unterstützt, dass das Bewertungsverhalten ausgewertet und stark abweichende Bewertungen leicht nachvollziehbar hervorgehoben werden (so etwa in Conftool).